# Jüdische Gemeinde Gengenbach

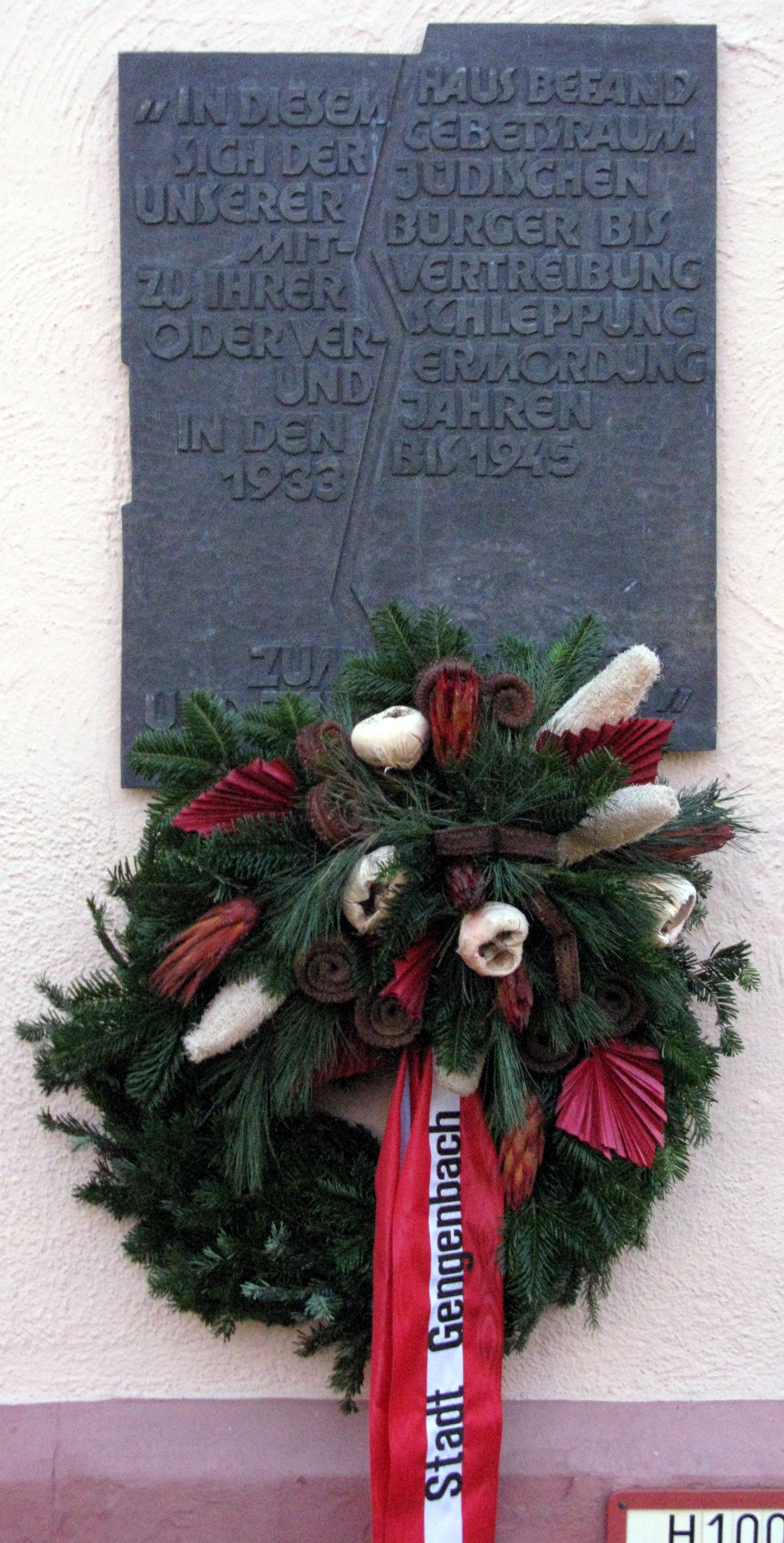
Gedenktafel für die Jüdische Gemeinde Gengenbach

Eine Jüdische Gemeinde in Gengenbach, einer Stadt im Ortenaukreis in Baden-Württemberg, bestand seit dem Mittelalter.

## Geschichte
Im Jahr 1308 werden erstmals Juden in Gengenbach erwähnt. Das Wohngebiet der Juden in dieser Zeit war vermutlich die Judengasse, die 1877 in Engelgasse umbenannt wurde. Nachdem die Juden lange in der freien Reichsstadt verboten waren, konnten sie erst in der zweiten Hälfte des 19. Jahrhunderts wieder zuziehen. Im Jahr 1895 wurde offiziell in Gengenbach eine jüdische Filialgemeinde der jüdischen Gemeinde Offenburg gegründet, die bis 1938 bestand. Sie besaß einen Betraum in einem jüdischen Privathaus und von 1903 bis 1934 hatte die Gemeinde im zweiten Stock des alten Kaufhauses am Marktplatz einen Saal für ihre Gottesdienste gemietet. 1985 wurde eine Tafel zur Erinnerung an die jüdischen Bewohner von Gengenbach am Gebäude angebracht.
„Den jüdischen Familien gehörten bis nach 1933 einige Gewerbebetriebe, darunter: Viehhandlung Siegmund Bloch (Feuergasse 3), Textilgeschäft Ferdinand und Siegfried Blum (Hauptstraße 50), Tabakwarengroßhandlung Berthold Meier (Grünstraße 27), Weinhandlung Isaak und Adolf Valfer (‚Klosterkellerei‘, Hauptstraße 18), Textilwarenhandlung Ludwig und Sofie Valfer (Hauptstraße 38).“

## Nationalsozialistische Verfolgung

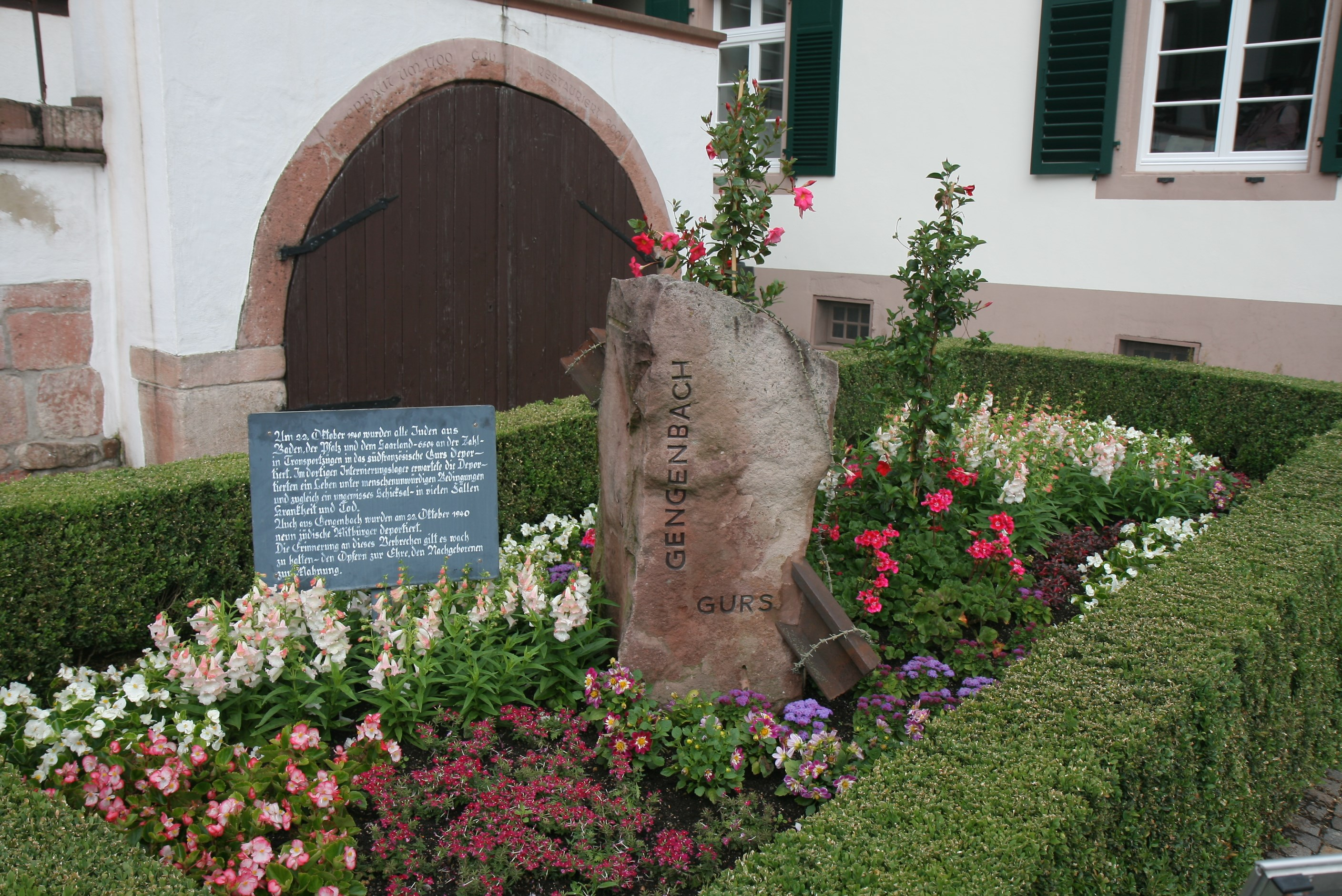
Gedenkstätte zur Erinnerung an die Deportation Gengenbacher Juden (Marktplatz)

Viele der 30 jüdischen Bewohner in Gengenbach, die noch im Jahr 1933 im Ort lebten, verzogen oder wanderten aus wegen der zunehmenden Entrechtung und der Repressalien.
Das Gedenkbuch des Bundesarchivs verzeichnet zehn in Gengenbach geborene jüdische Bürger, die dem Völkermord des nationalsozialistischen Regimes zum Opfer fielen.

## Gemeindeentwicklung
| Jahr | Gemeindemitglieder |
| ---- | ------------------ |
| 1875 | 42 Personen        |
| 1885 | 56 Personen        |
| 1900 | 36 Personen        |
| 1925 | 35 Personen        |
| 1933 | 30 Personen        |